# NGC 685

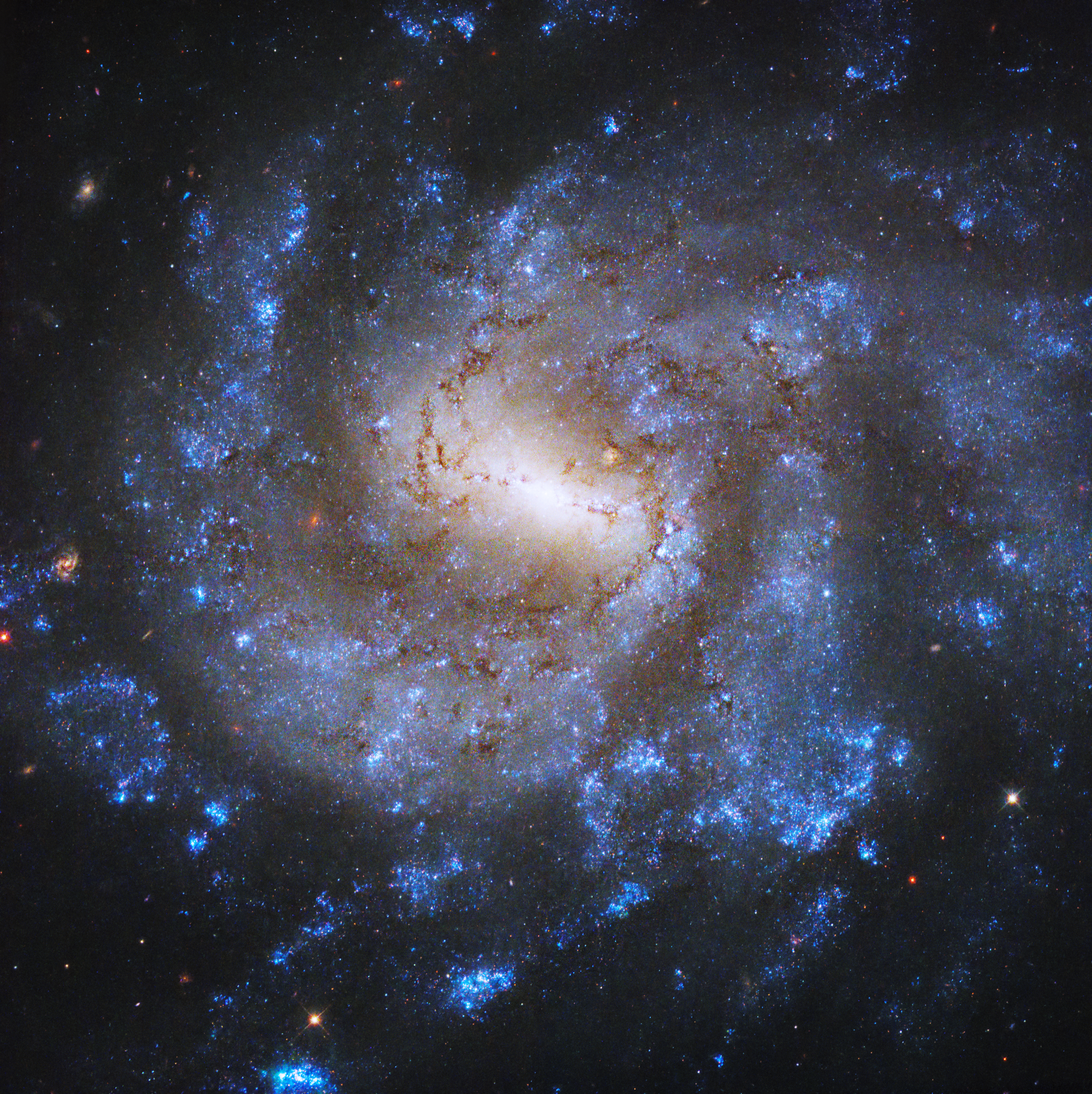
NGC 685 par le télescope spatial Hubble.

NGC 685 est une galaxie spirale barrée située dans la constellation de l'Éridan. NGC 685 a été découverte par l'astronome britannique John Herschel en 1834.

## Caractéristiques
Sa vitesse par rapport au fond diffus cosmologique est de 1 225 ± 10 km/s, ce qui correspond à une distance de Hubble de 18,1 ± 1,3 Mpc (∼59 millions d'al).
À ce jour, une mesure non basée sur le décalage vers le rouge (redshift) donne une distance d'environ 15,200 Mpc (∼49,6 millions d'al). Cette valeur est légèrement à l'extérieur de la distance de Hubble.
Une barre est clairement visible au centre de NGC 685. Le classement de spirale barrée par le professeur Seligman et par Wolgang Steinicke est plus approprié que celui de la base de données NASA/IPAC qui la classe comme intermédiaire.
La classe de luminosité de NGC 685 est III et elle présente une large raie HI. 

## Morphologie
NGC 685 a été utilisée par Gérard de Vaucouleurs comme une galaxie de type morphologique SB(rs)cd dans son atlas des galaxies,.
Eskridge, Frogel et Pogge ont publié un article en 2002 décrivant la morphologie de 205 galaxies spirales ou lenticulaires rapprochées. Les observations ont été réalisées dans la bande H de l'infrarouge et dans la bande B (le bleu). Selon Eskridge et ses collègues, NGC 685 est de type SBcd dans la bande B et dans la bande H. Le noyau de la galaxie est très brillant il s'allonge en un fine barre. Les bras irréguliers de faible luminosité de surface émergent perpendiculairement aux extrémités de la barre. Les bras disparaissent après environ 270 degrés.